# Mathias Leenders

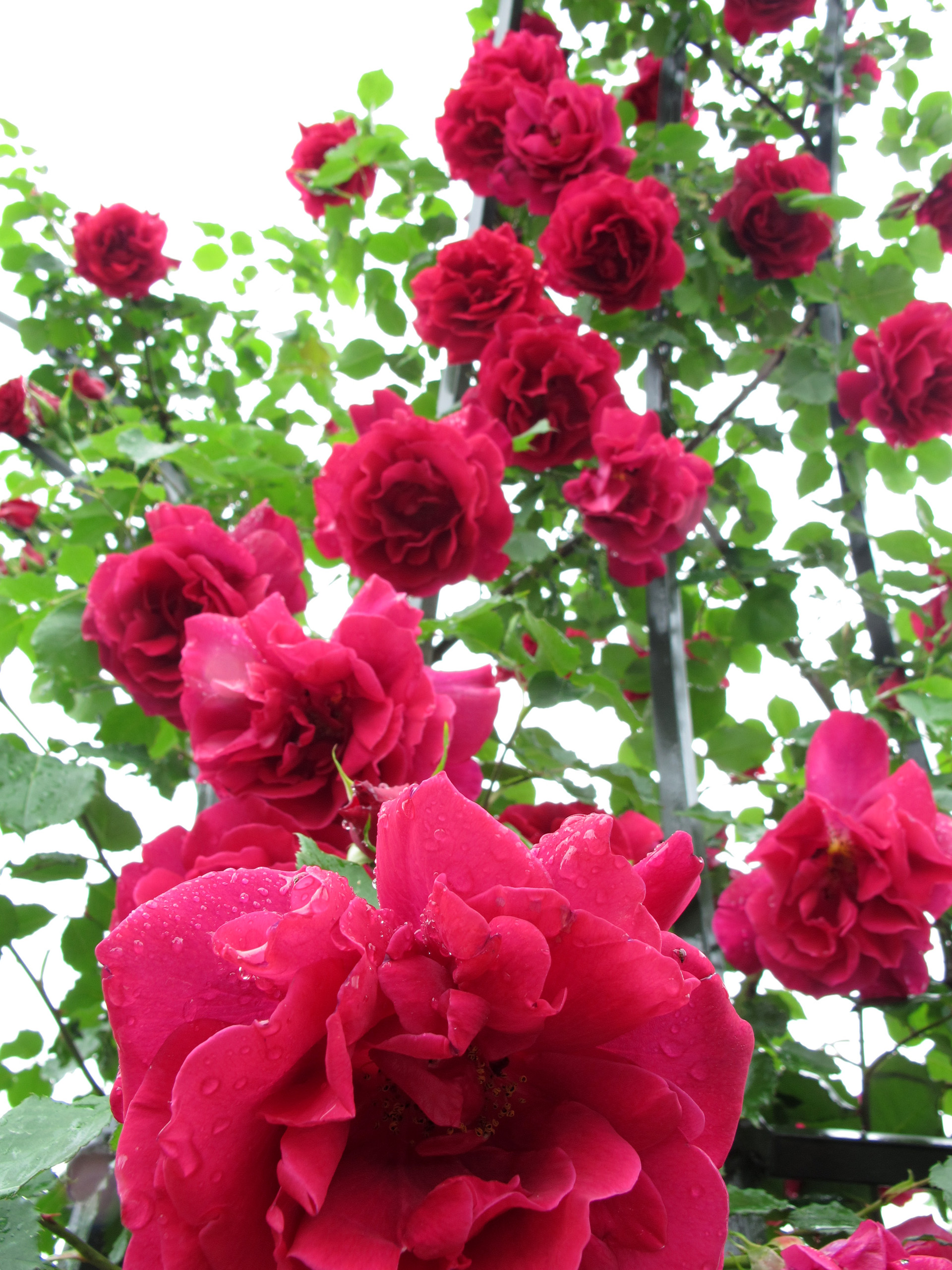
Klimroos 'Étoile de Hollande, Cl.'

Mathias Leenders (Steyl-Tegelen, 31 mei 1883  – aldaar, 29 maart 1958) was een Nederlandse rozenkweker en -veredelaar.

## Biografie
Mathias Leenders begon in 1904 op 21-jarige leeftijd met het veredelen van rozen, nadat hij in de leer was geweest bij Peter Lambert in Trier. Met hulp van zijn vader opende hij in 1908 in het dorp Steyl (Tegelen) zijn eigen kwekerij onder de naam M. Leenders & Co. Hij maakte naam door het internationale succes van zijn roze theehybride 'Jonkheer J. L. Mock' (1909), genoemd naar de voormalige ritmeester der huzaren, voorzitter van de vereniging Nos Jungent Rosae (NJR) en initiatiefnemer van Rosarium Venlo. Voor deze roos verwierf hij een aantal prijzen. Deze doorbraak werd gevolgd door verdere successen met rozenhybriden, waarvan sommige nog steeds worden geteeld, waaronder:
- 'Mevrouw Nathalie Nypels' (1919)
- 'Comtesse Vandal' (1930)
- 'Étoile de Hollande Climbing' (een sport van theehybride 'Étoile de Hollande') (1931)
- 'Permanent Wave' (1932)
- 'Rosamunde' (1941)
- 'Dorus Rijkers' (1942)
- 'Gruss an Aachen White' (1942)
- 'Tawny Gold' (1951)

Andere rozenhybriden van Leenders zijn waarschijnlijk verloren gegaan, zoals:
- 'Mama Looymans' (1910)
- 'Baronesse van Ittersum' (1910)
- 'Mevrouw Dora Van Tets' (1912)
- 'Comtesse d'Ansembourg' (1918)
- 'Baronesse M. van Tuyll van Serooskerken' (1922)
- 'Baronesse H. von Geyr' (1928)
- 'Annette Gravereaux' (1929)
- 'Vanessa' (1946)

Mathias Leenders creëerde in totaal ongeveer 158 rozenhybriden. Mathias Leenders verzorgde ook het beplantingsplan van Rosarium Venlo. De catalogi van M. Leenders & Co. werden van 1913 tot 1919 gedrukt bij Uitgeverij Helmond, de opvolger van de firma Van Moorsel & Van den Boogaart. Van 1920 tot 1931 werden ze gedrukt bij drukkerij Leiter-Nypels te Maastricht en in 1933 bij Joh. Enschede en Zonen. Enkele ervan zijn bewaard gebleven.

## Rozen van Mathias Leenders (selectie)

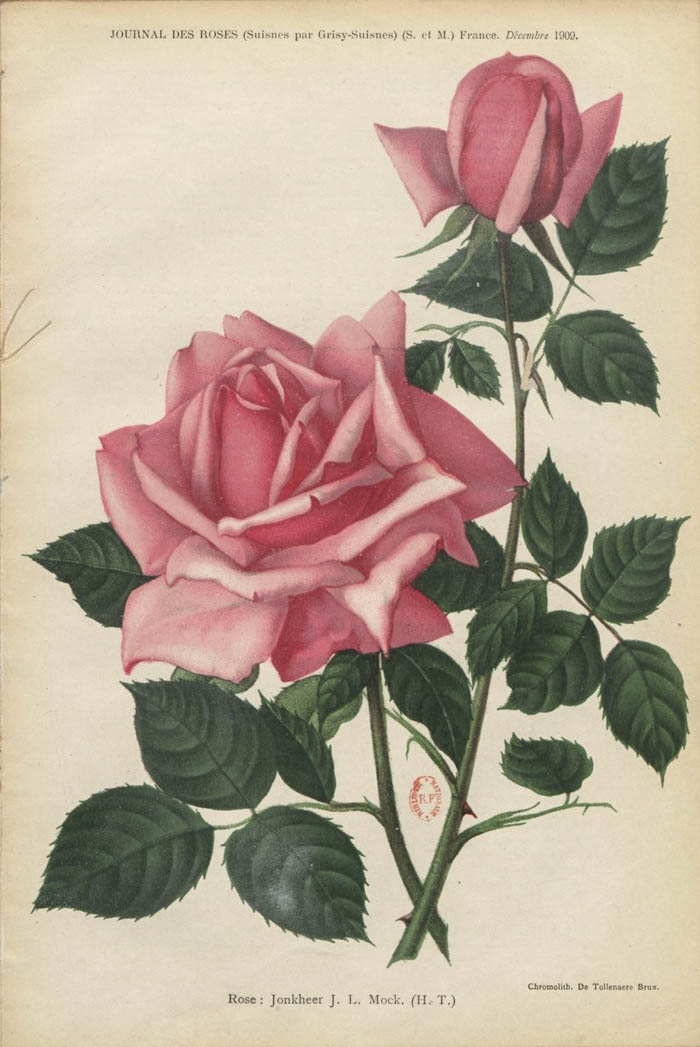
'Jonkheer J. L. Mock', 1909
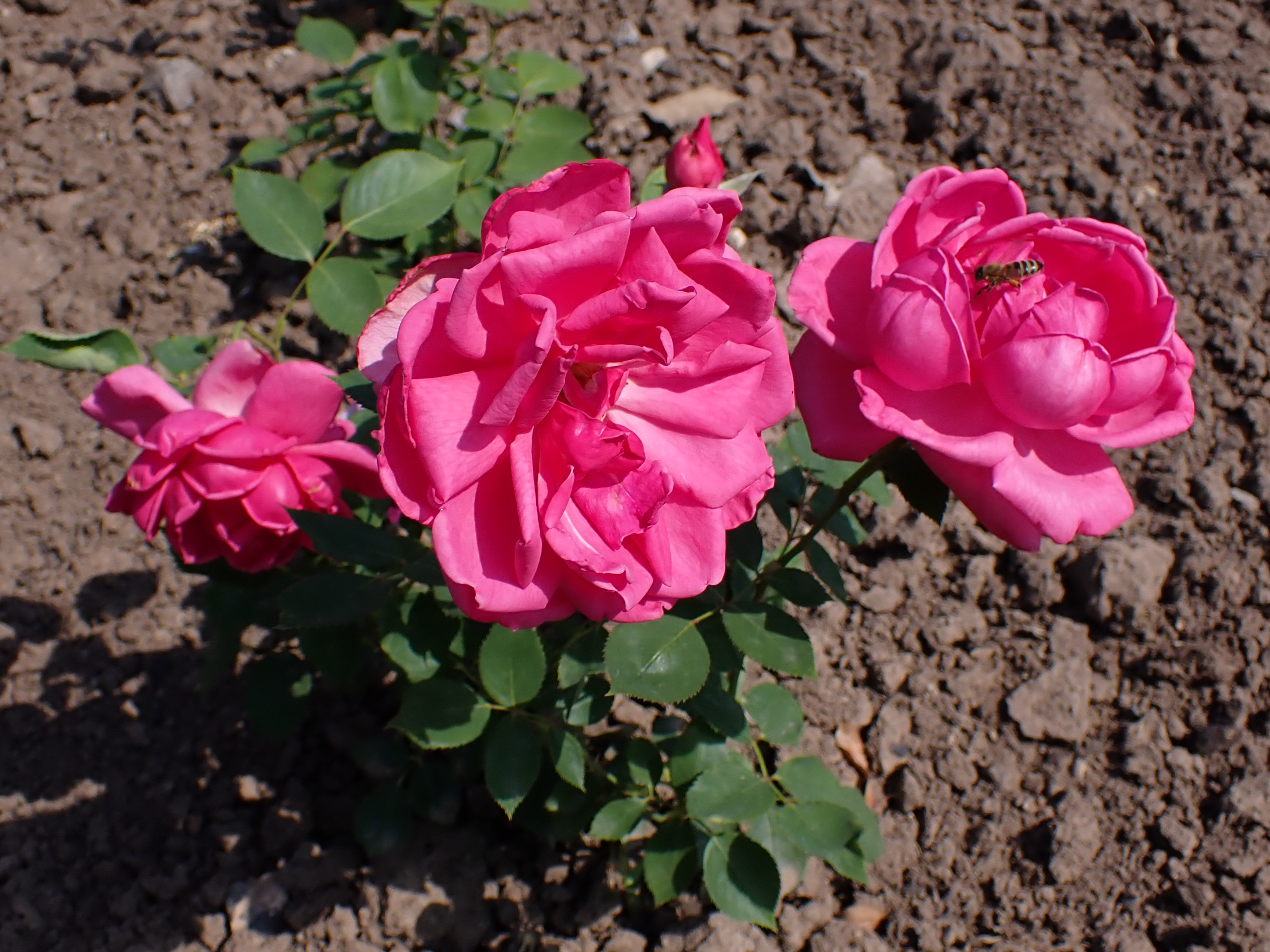
'General-Superior Arnold Janssen', 1911
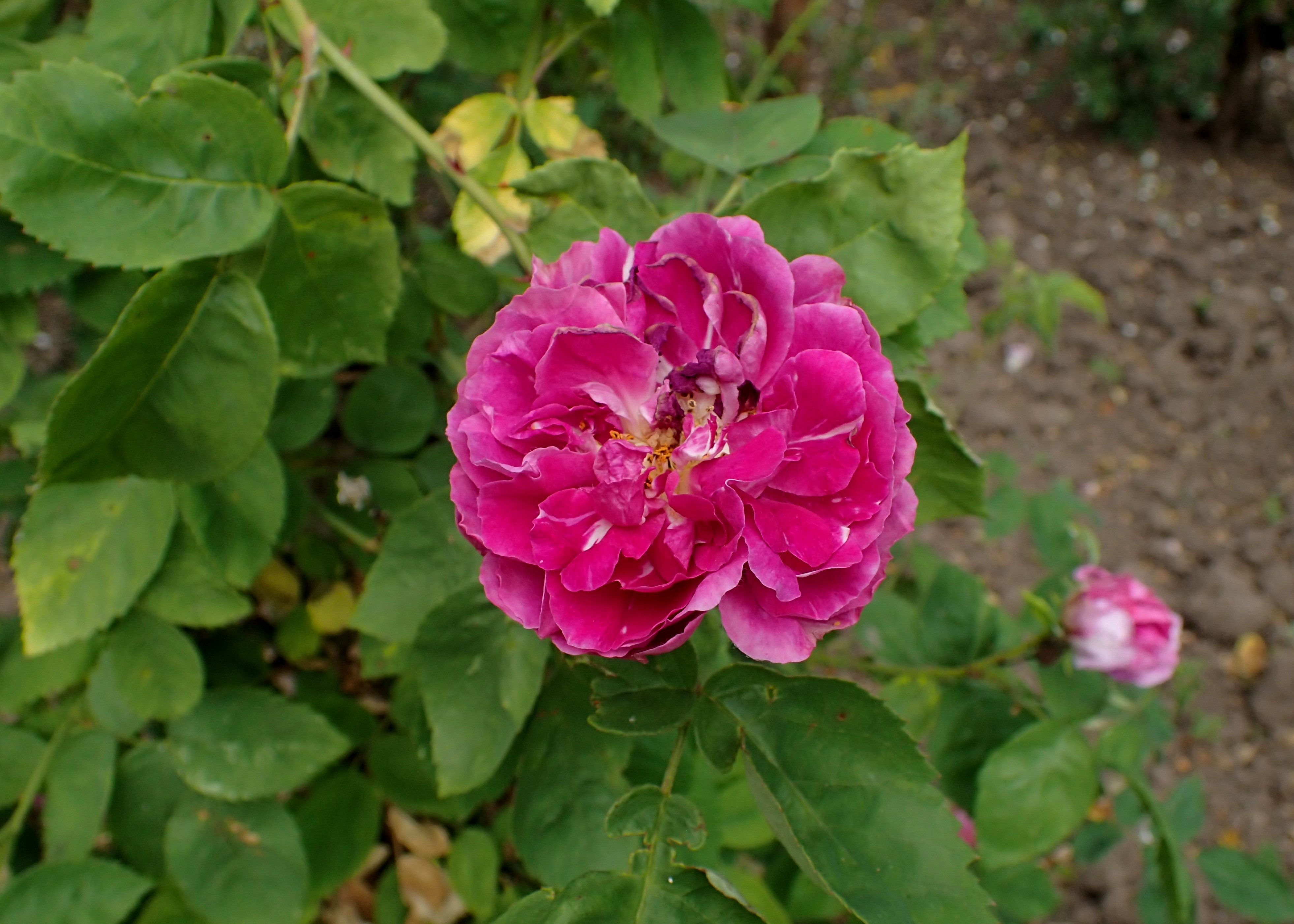
'Carolina Budde', 1913
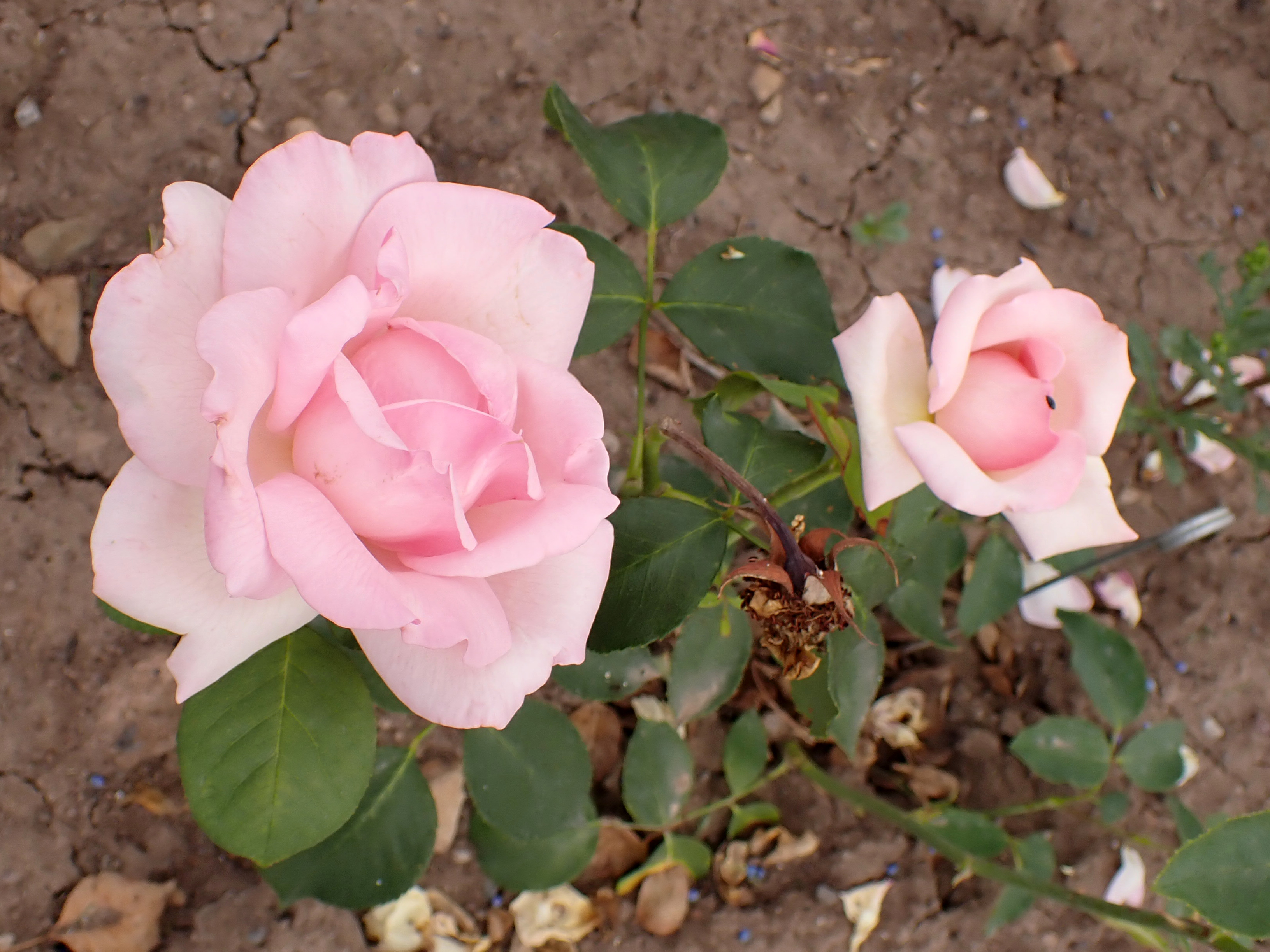
'Madame Marcel Delanney', 1915
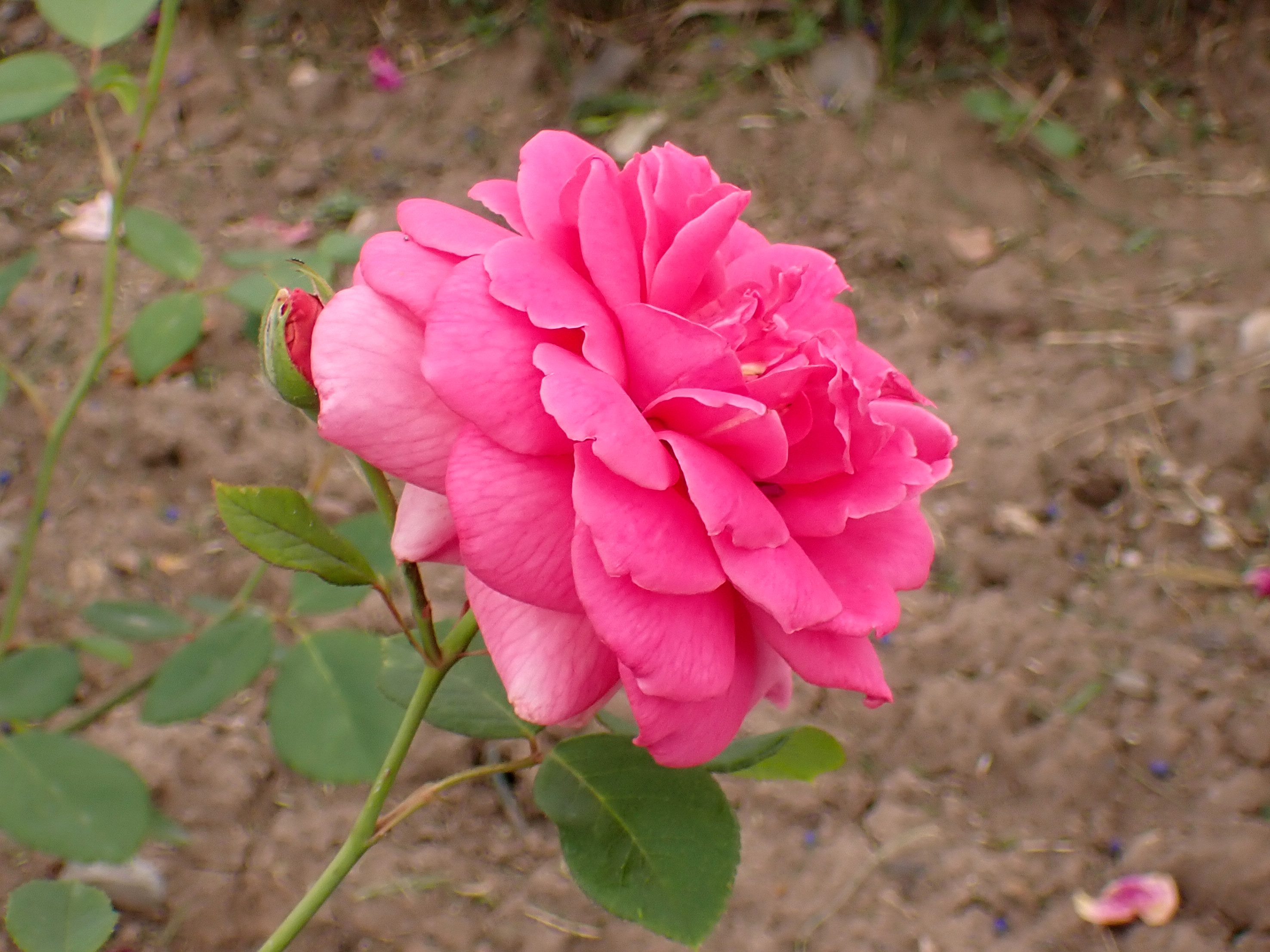
'Generaal Snijders', 1917
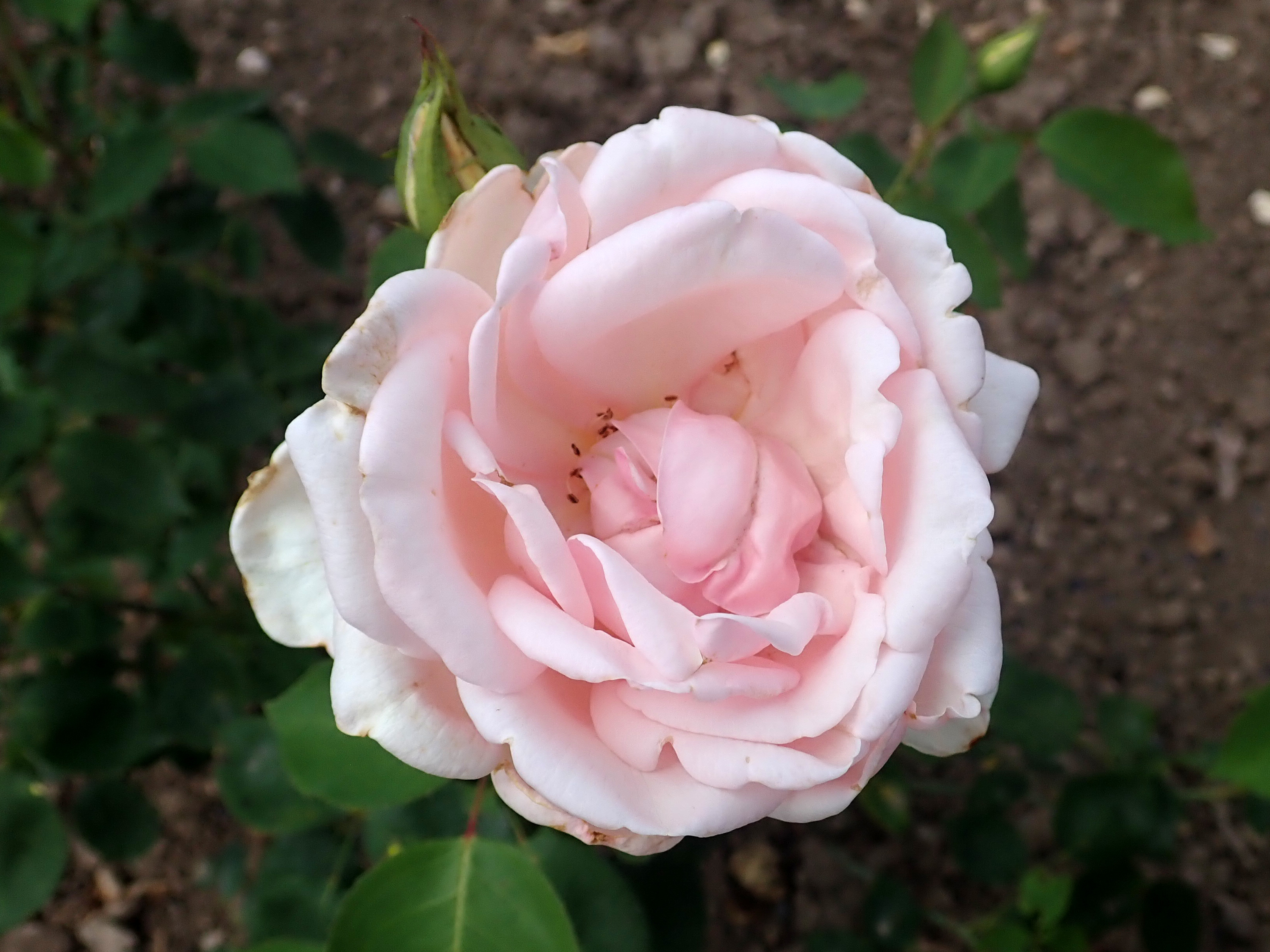
'Benedictus XV', 1917
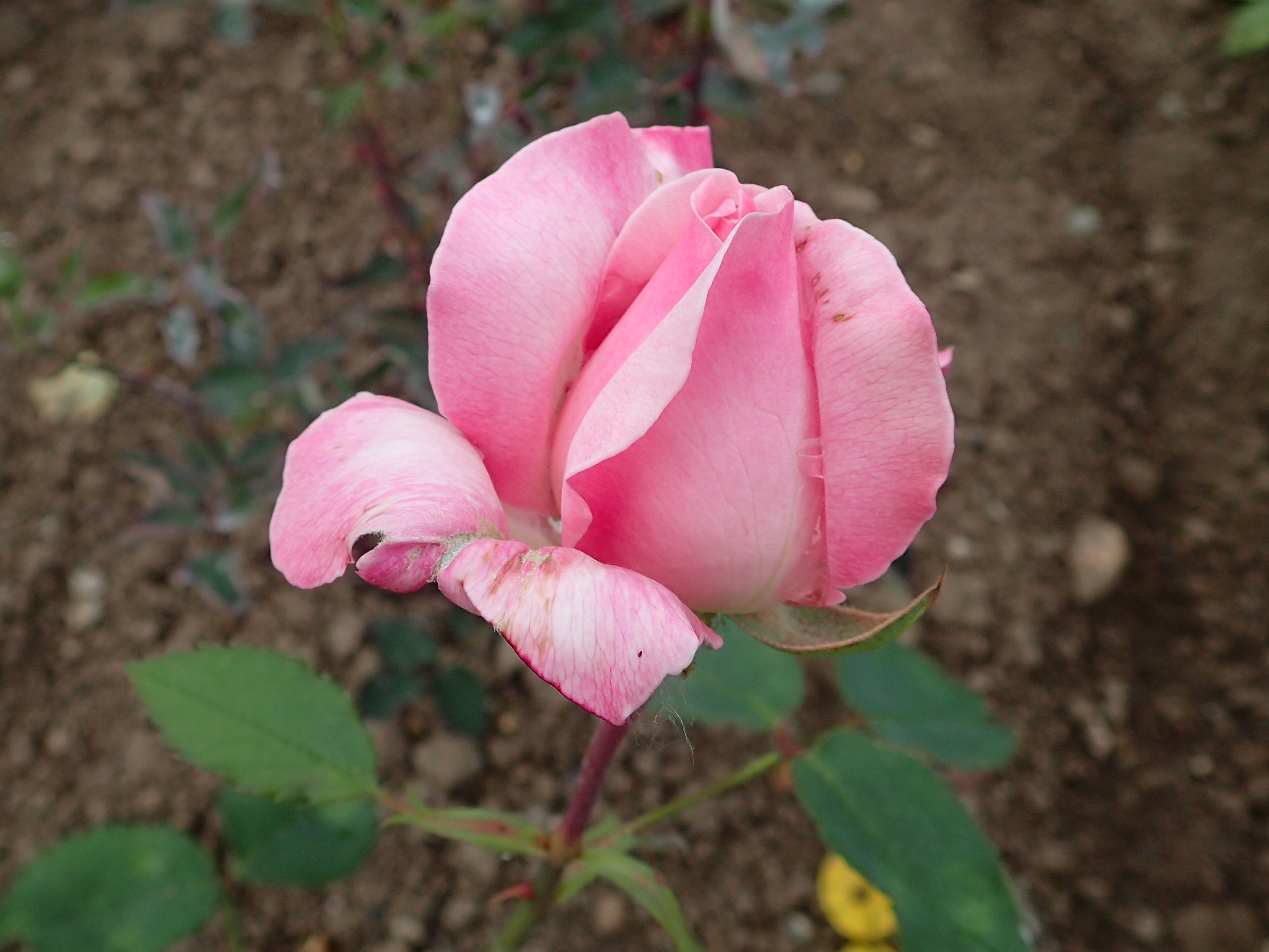
'Mevrouw Boreel van Hogelanden', 1918
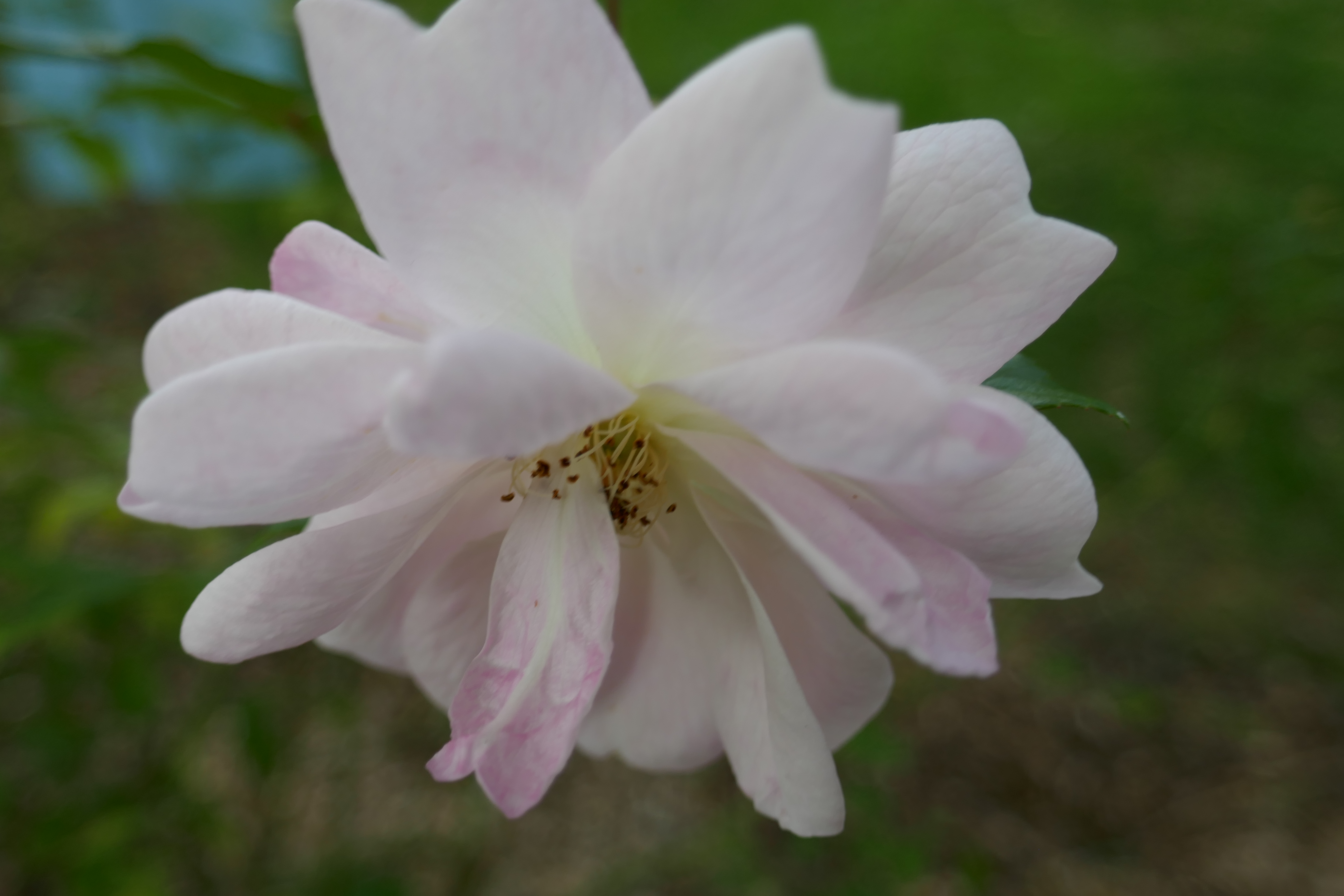
'Mevrouw Nathalie Nypels', 1919
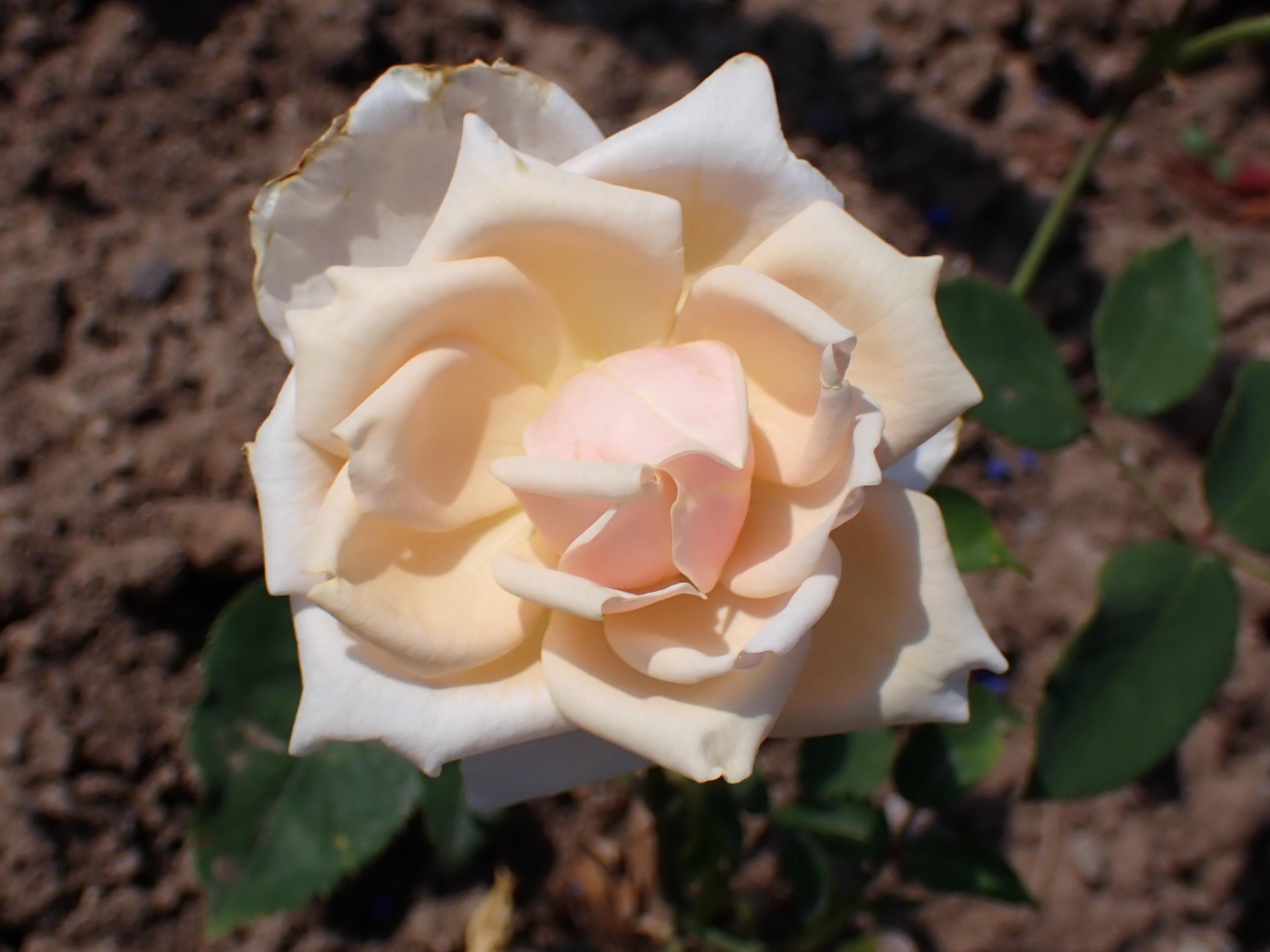
'Mevrouw C. van Marwijk Kooy', 1921
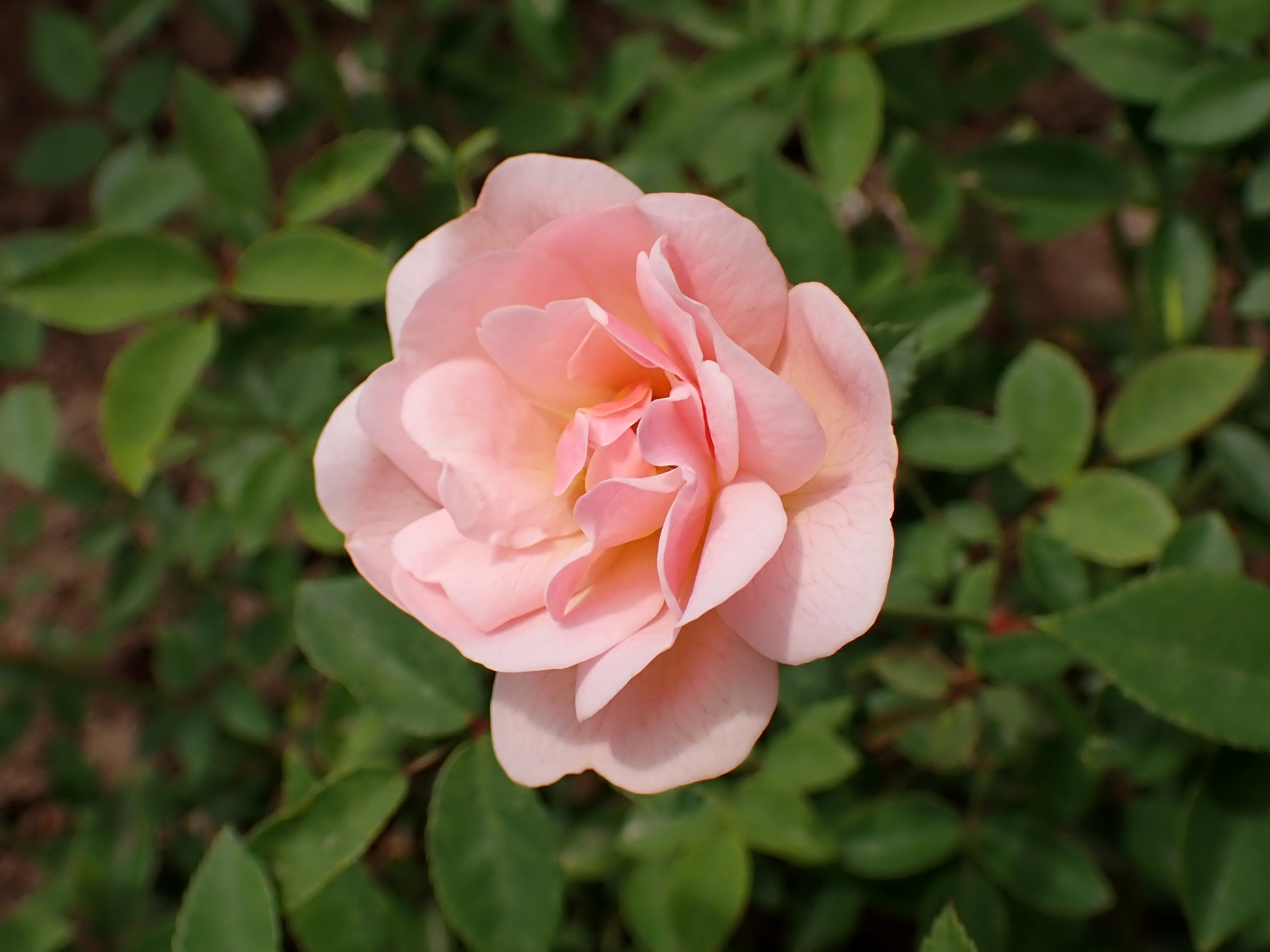
'Helene Leenders', 1925
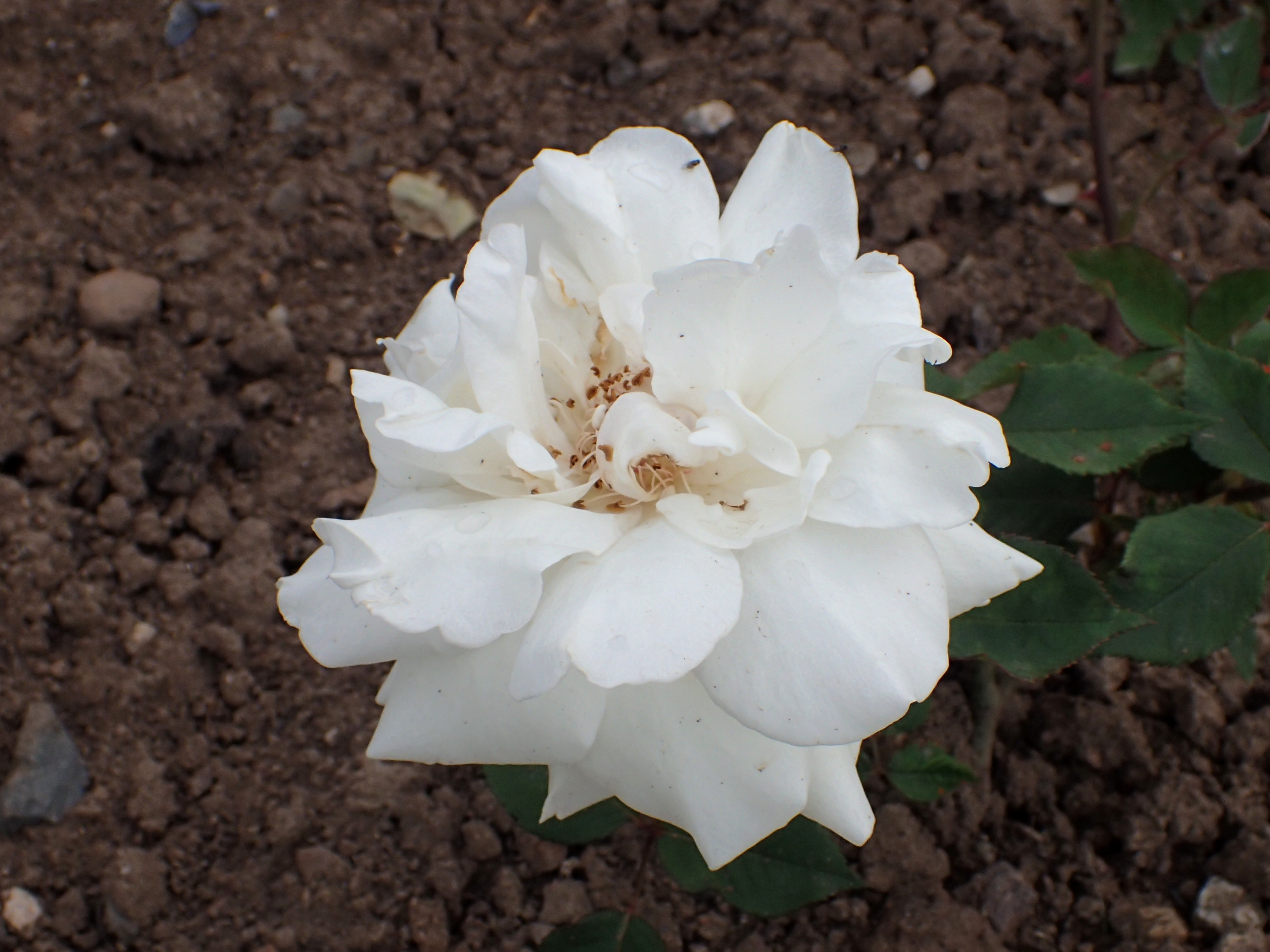
'Pius XI', 1925
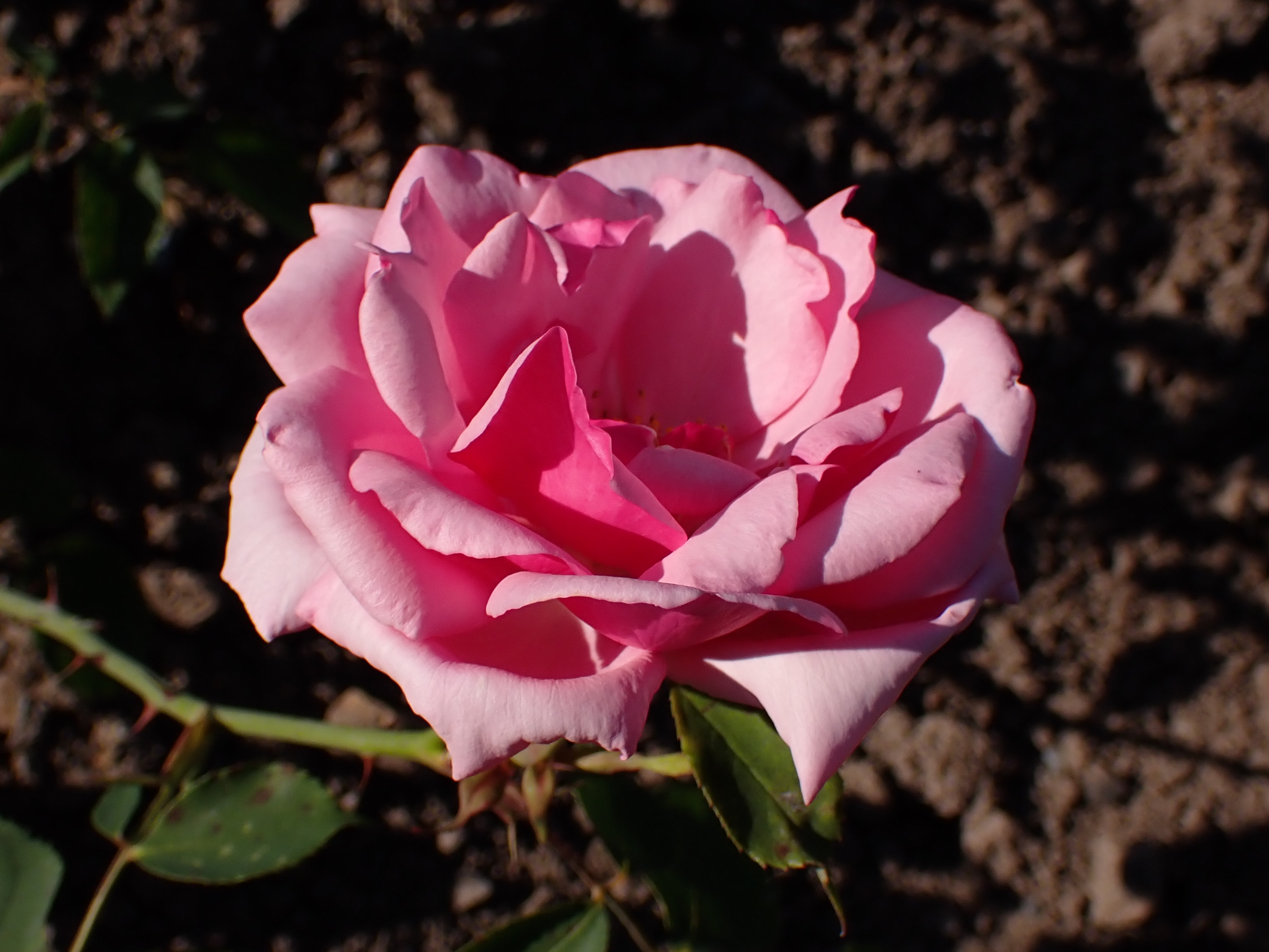
'Agnes Roggen', 1926
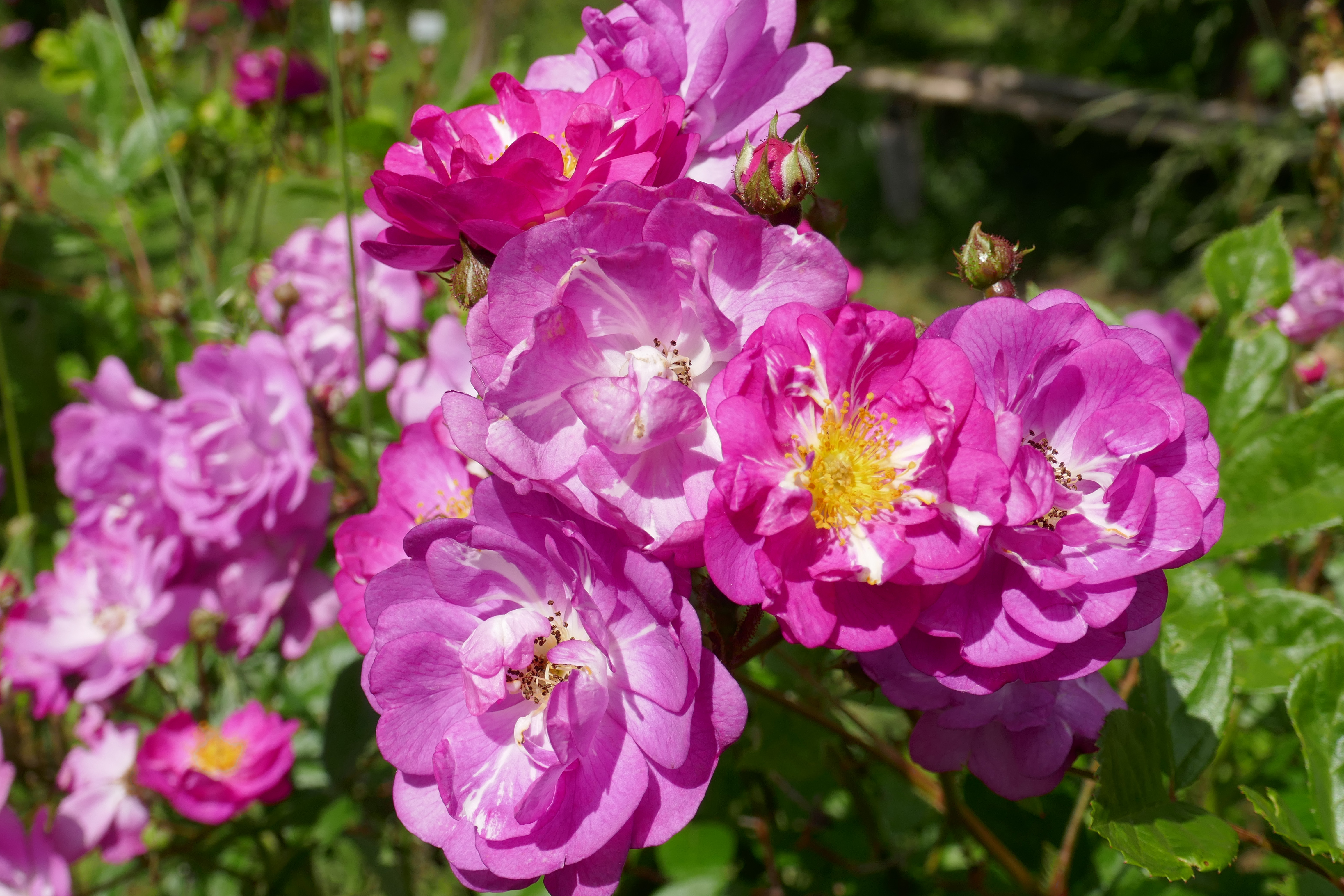
'Heinrich Karsch', 1927
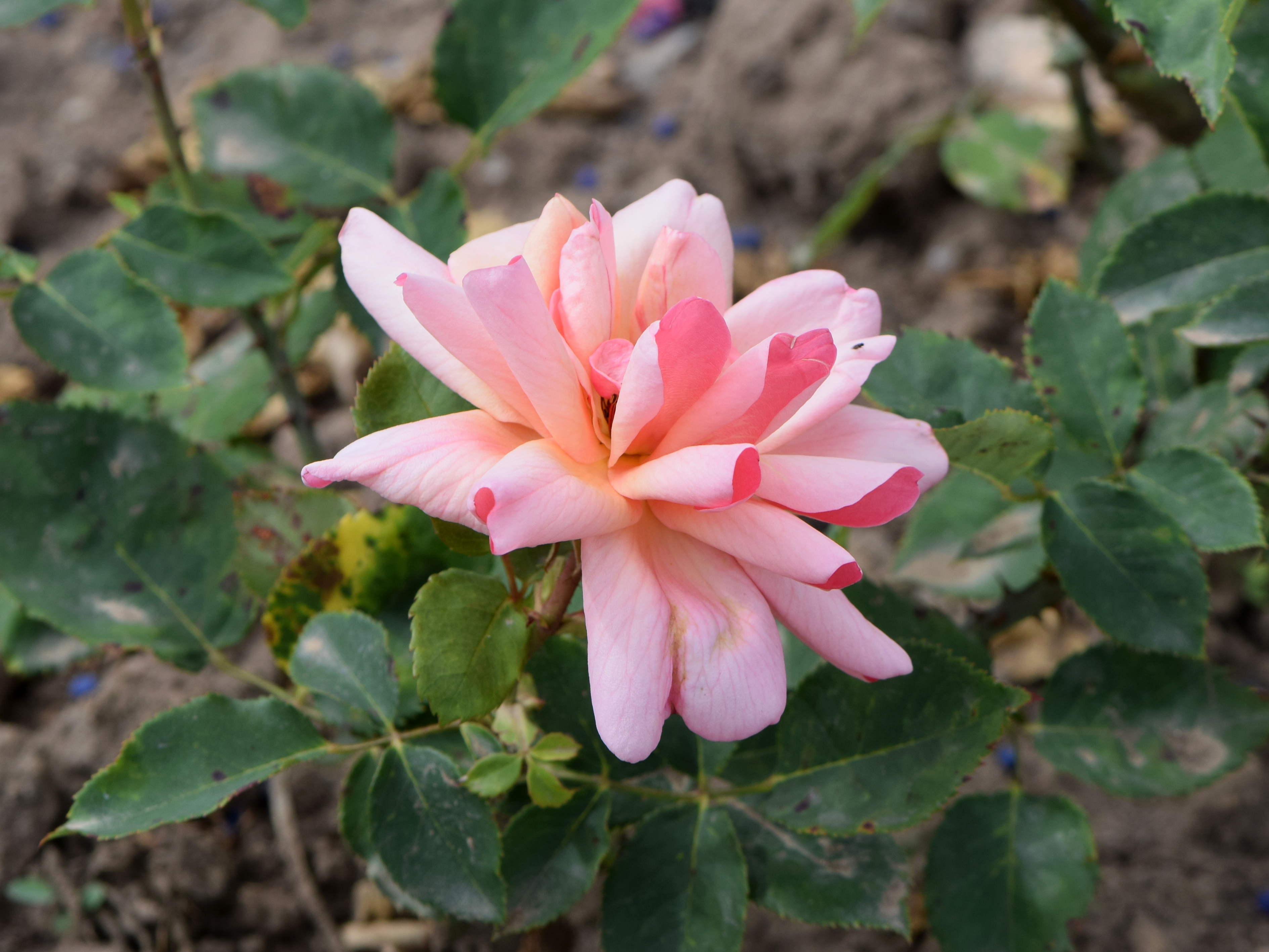
'Comtesse Vandal', 1930
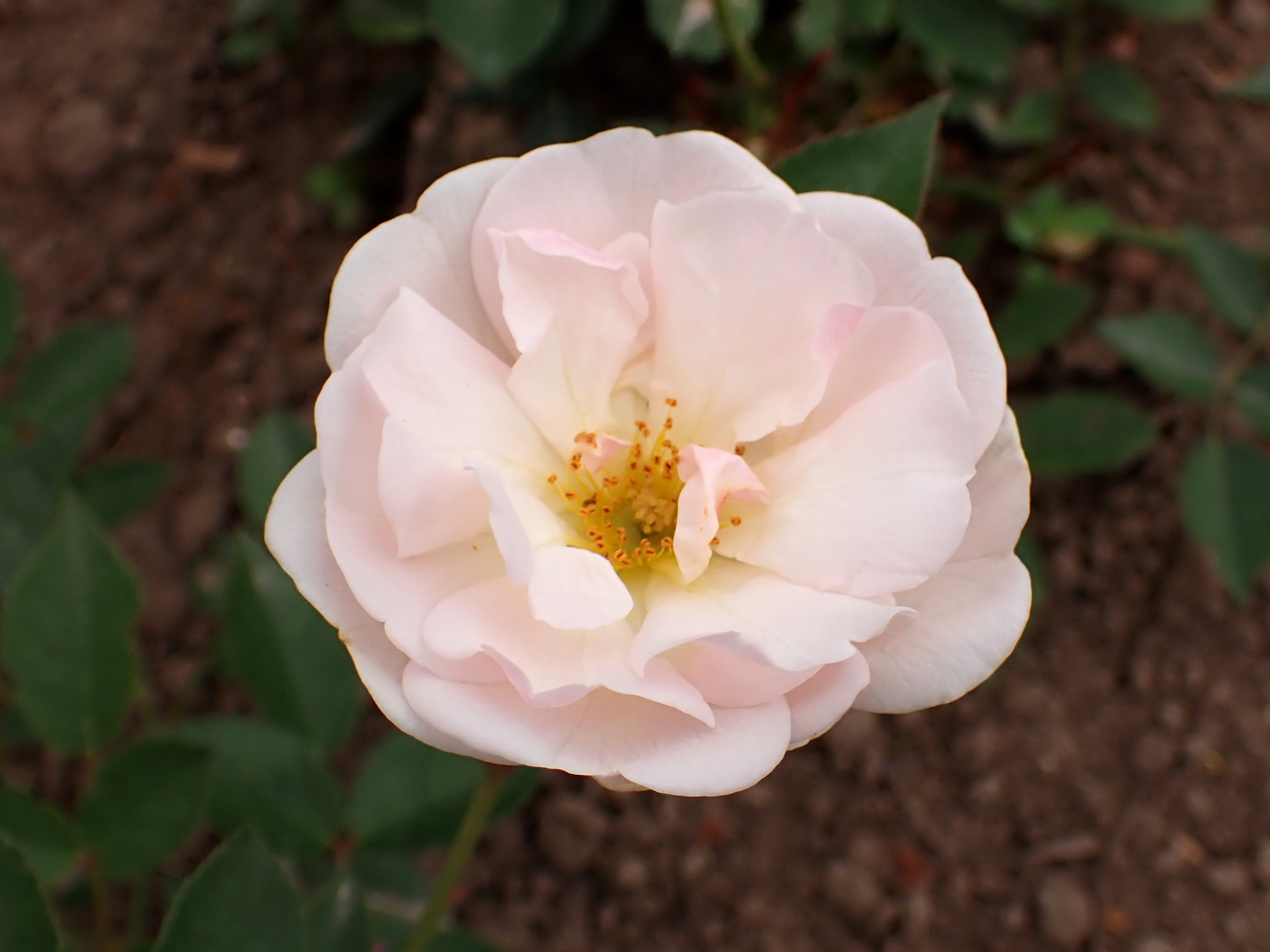
'Kees Knoppers', 1930
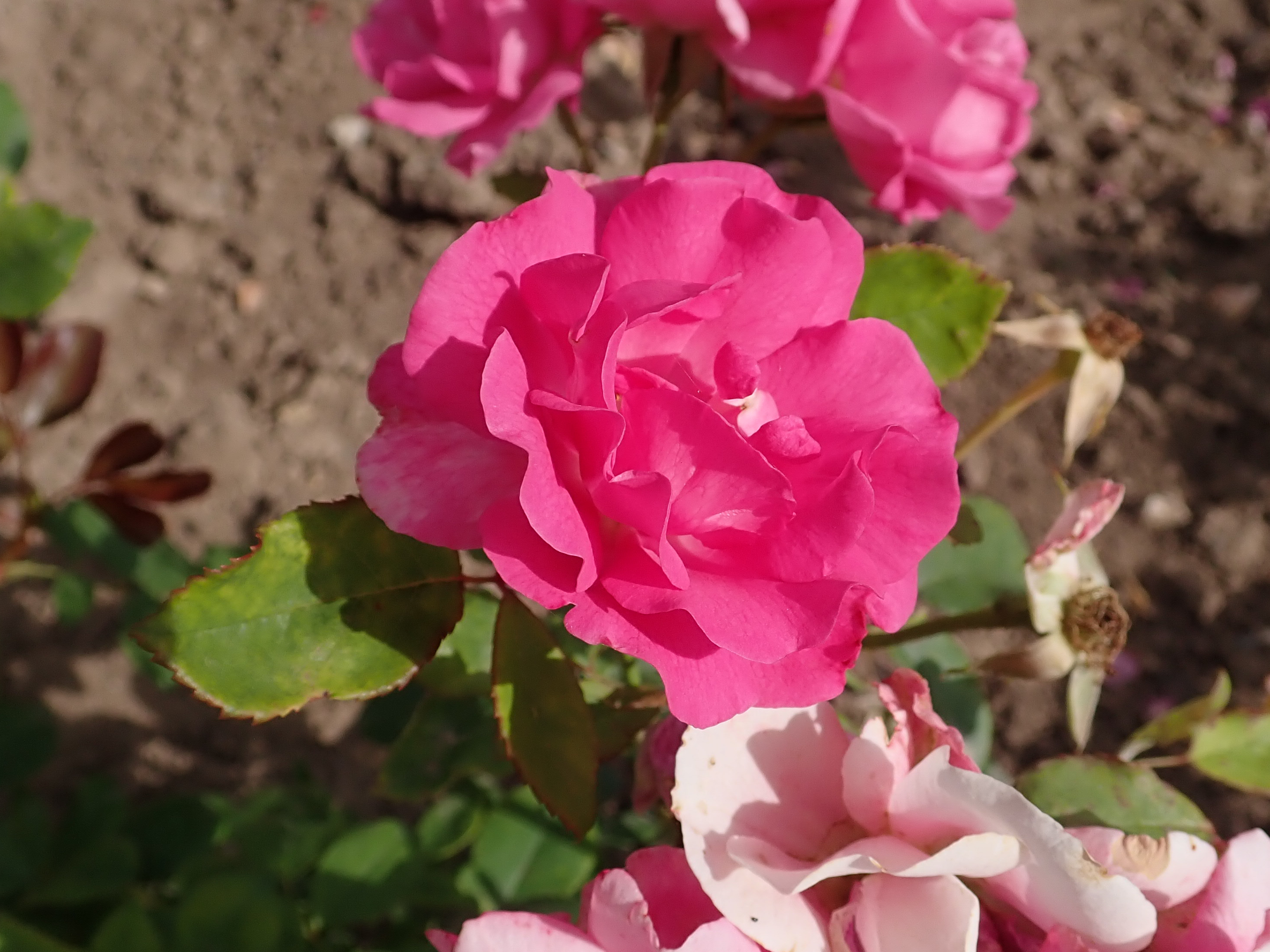
'Fuchsine Guy', 1930
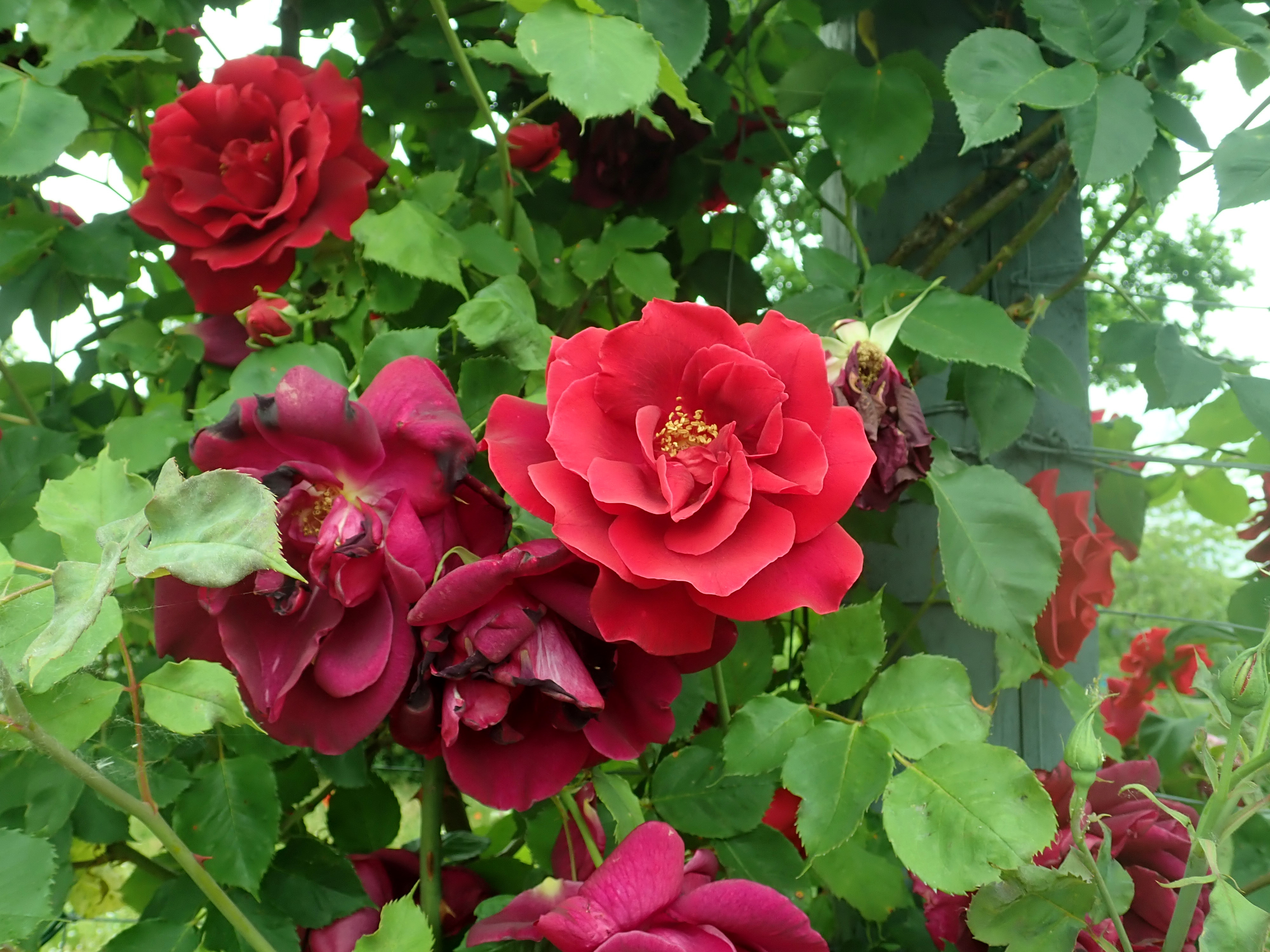
'Étoile de Hollande, Cl.', 1931
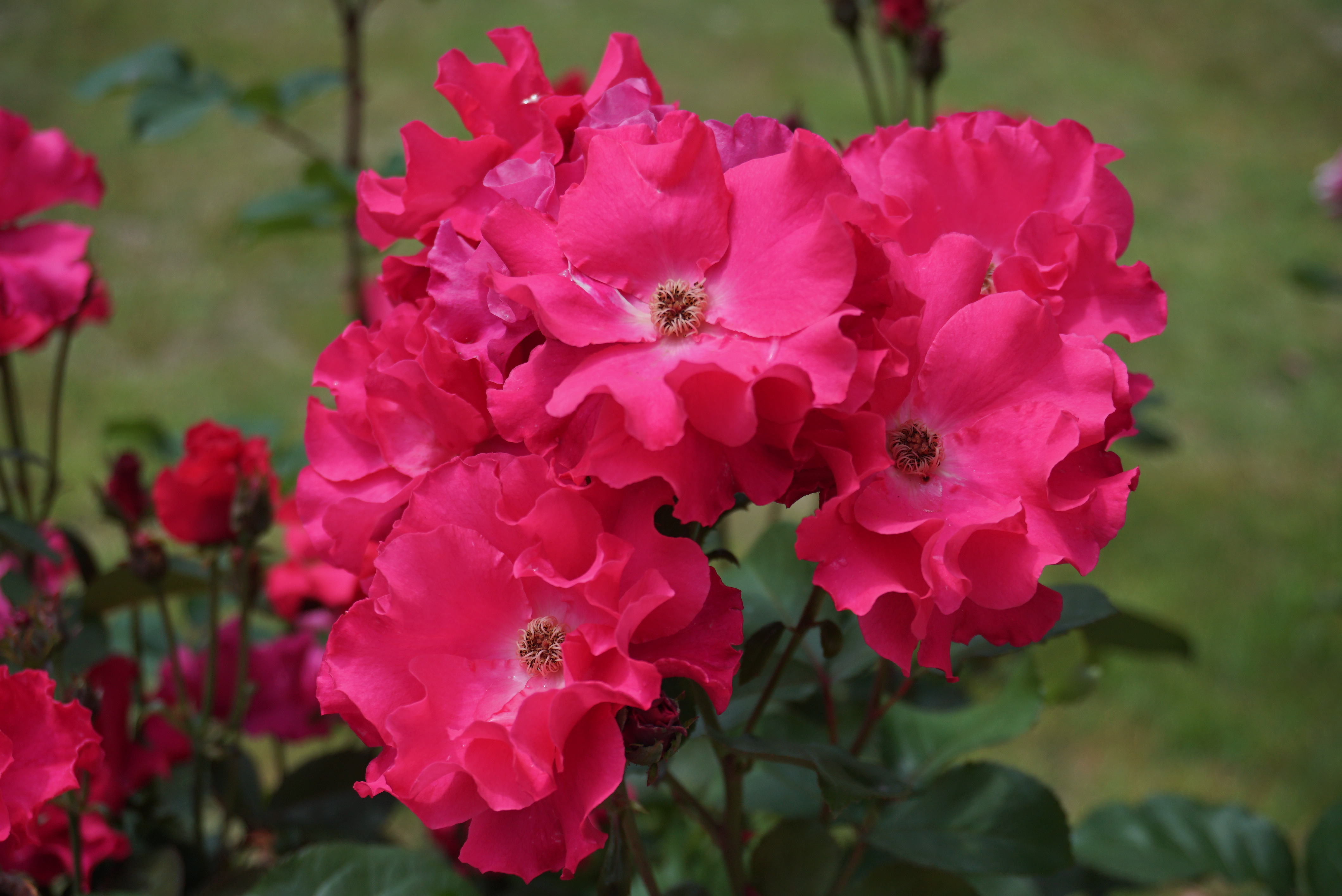
'Permanent Wave', 1932
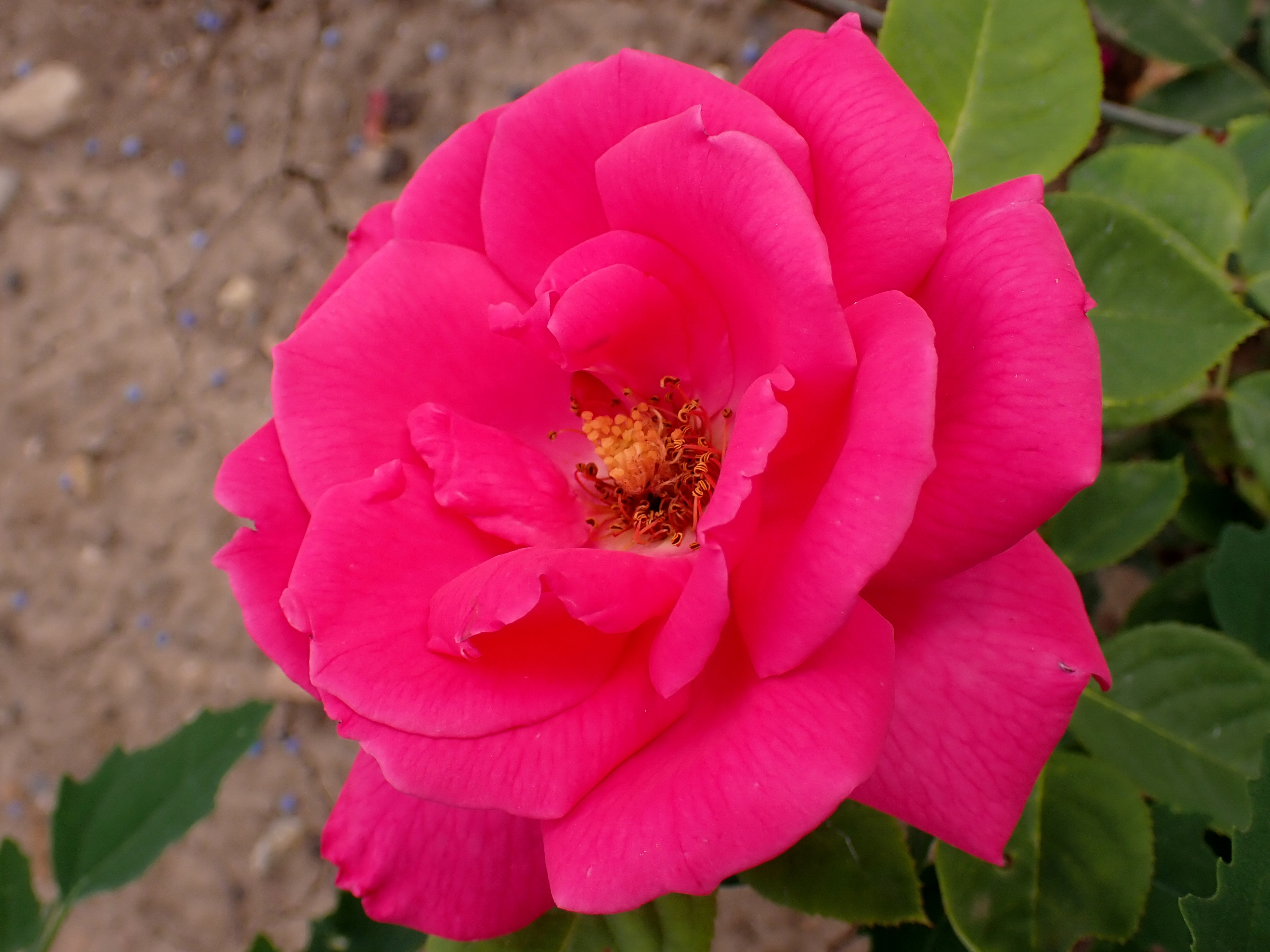
'Ria Wenning', 1932
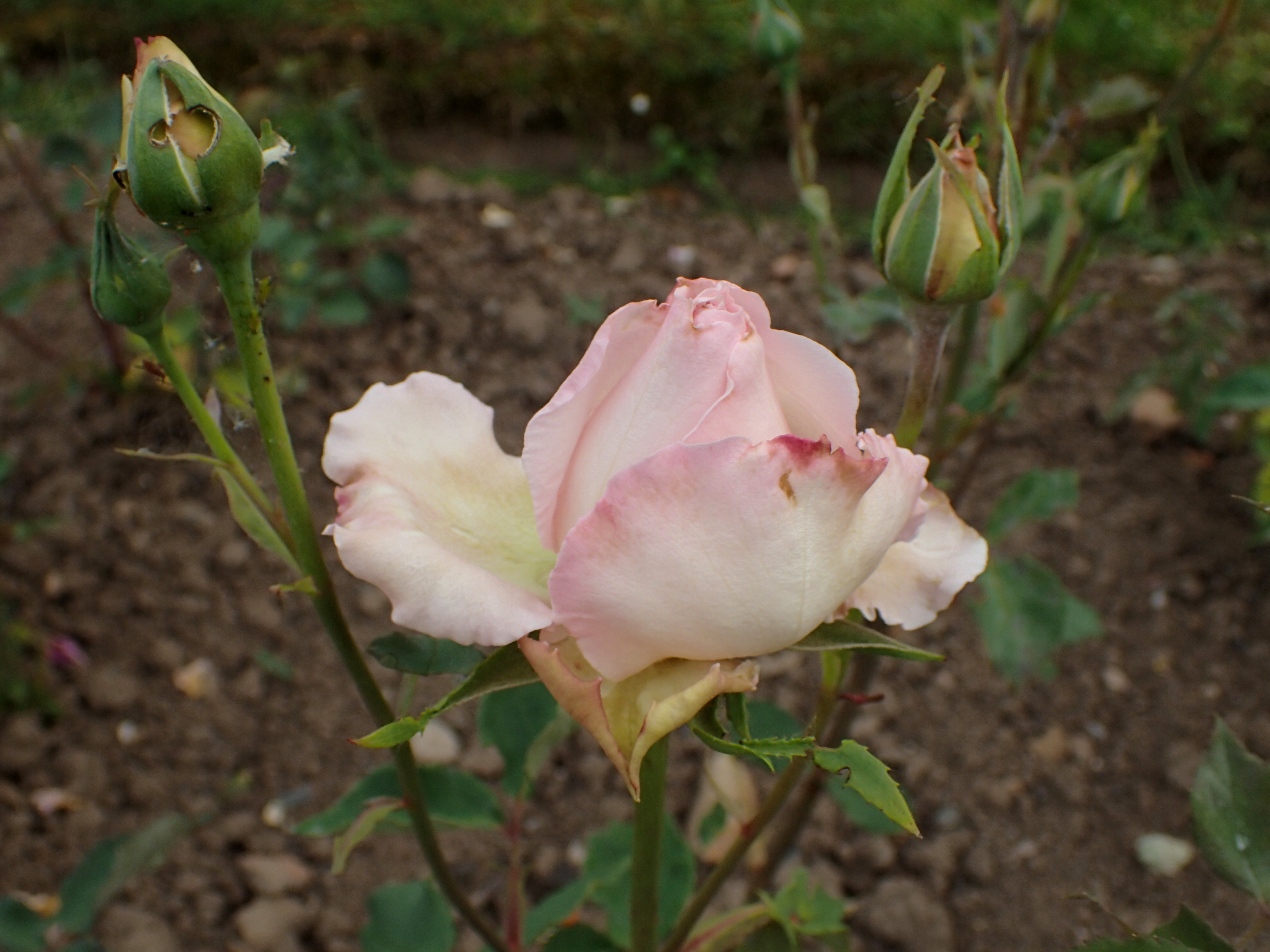
'J.K.B. Roos', 1933
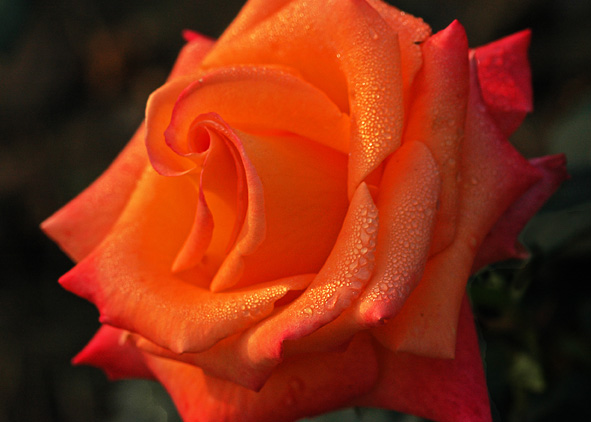
'Orange Glory', 1935
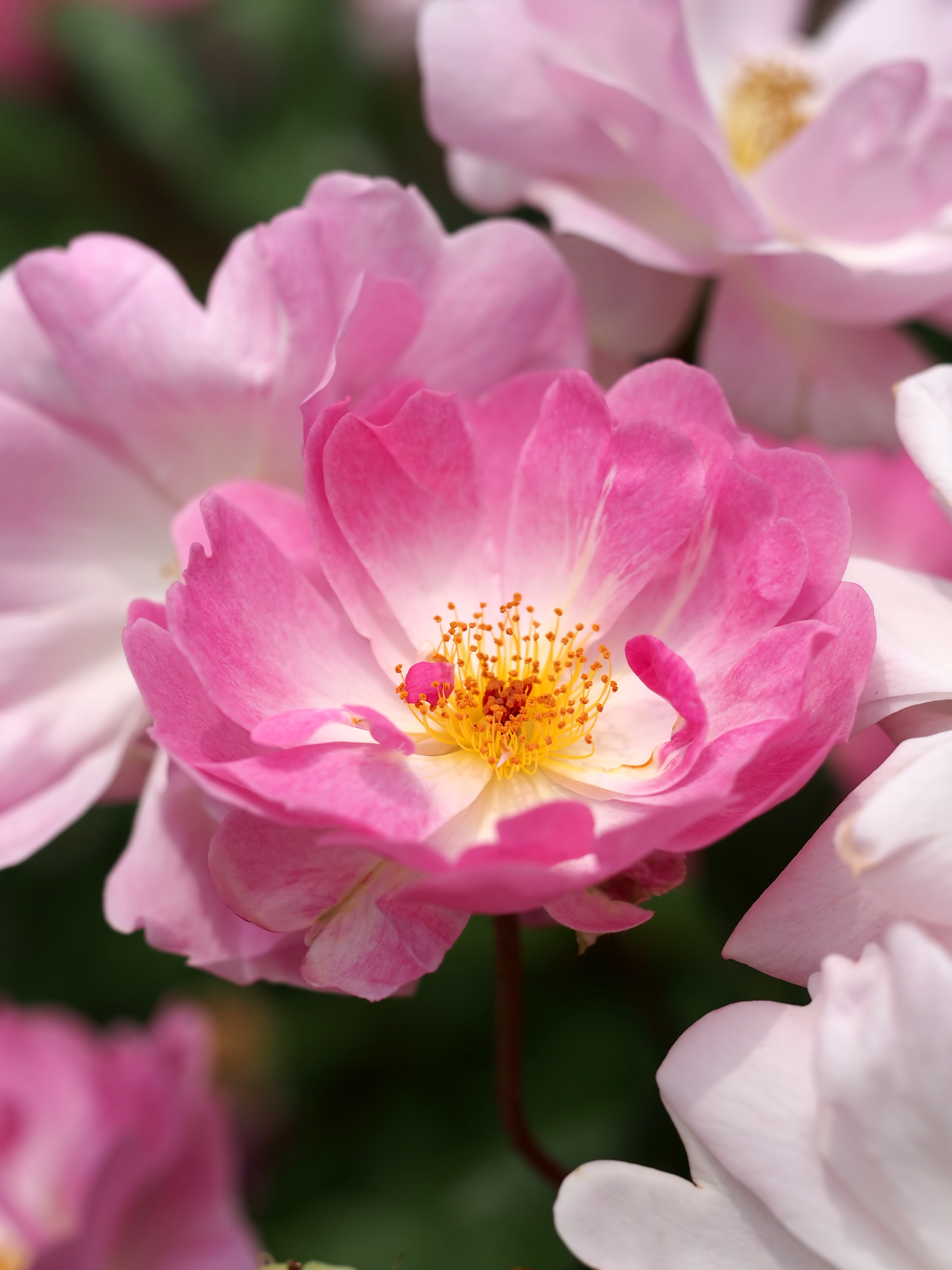
'Malva', 1935
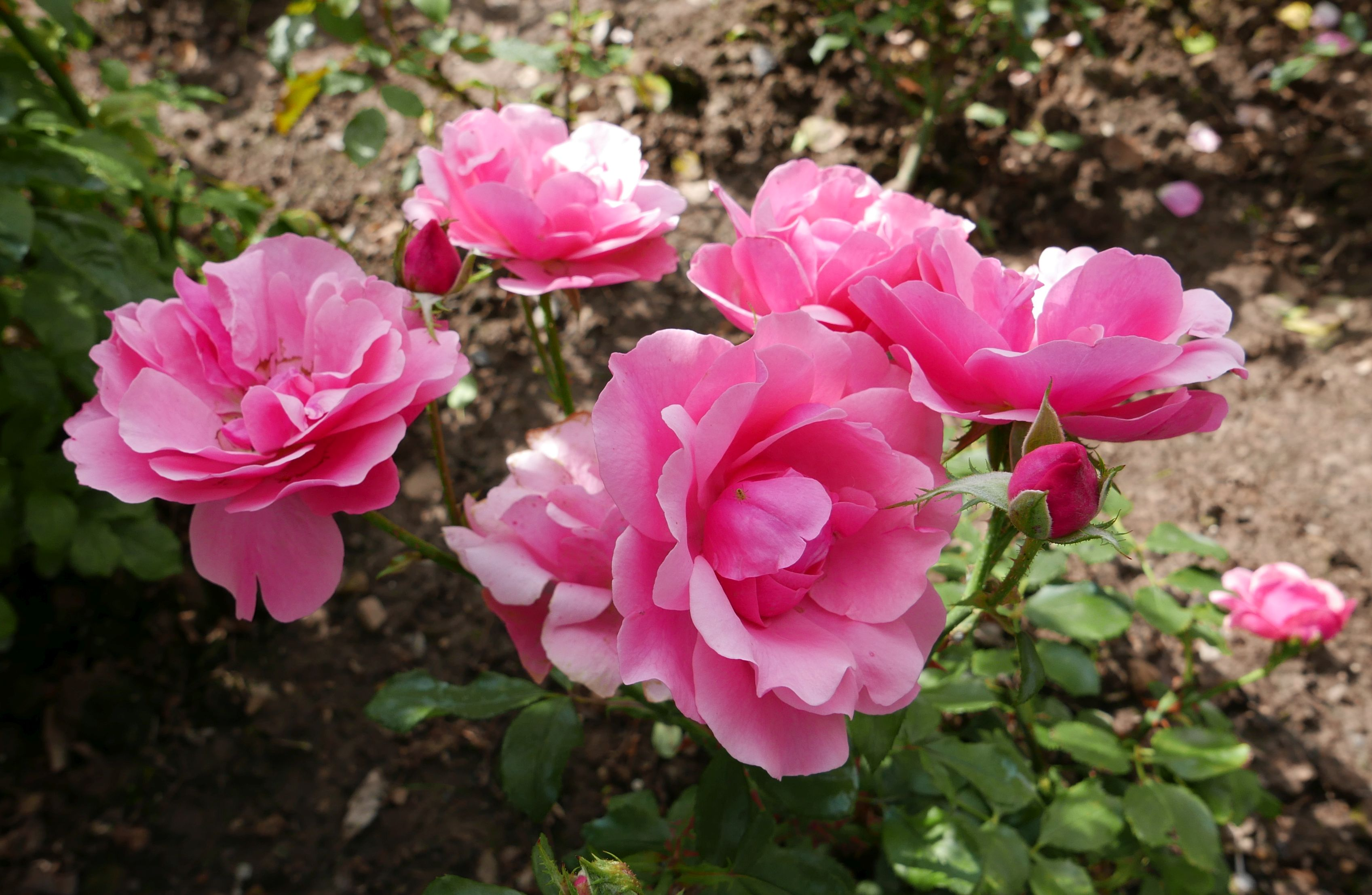
'Rosamunde', 1941
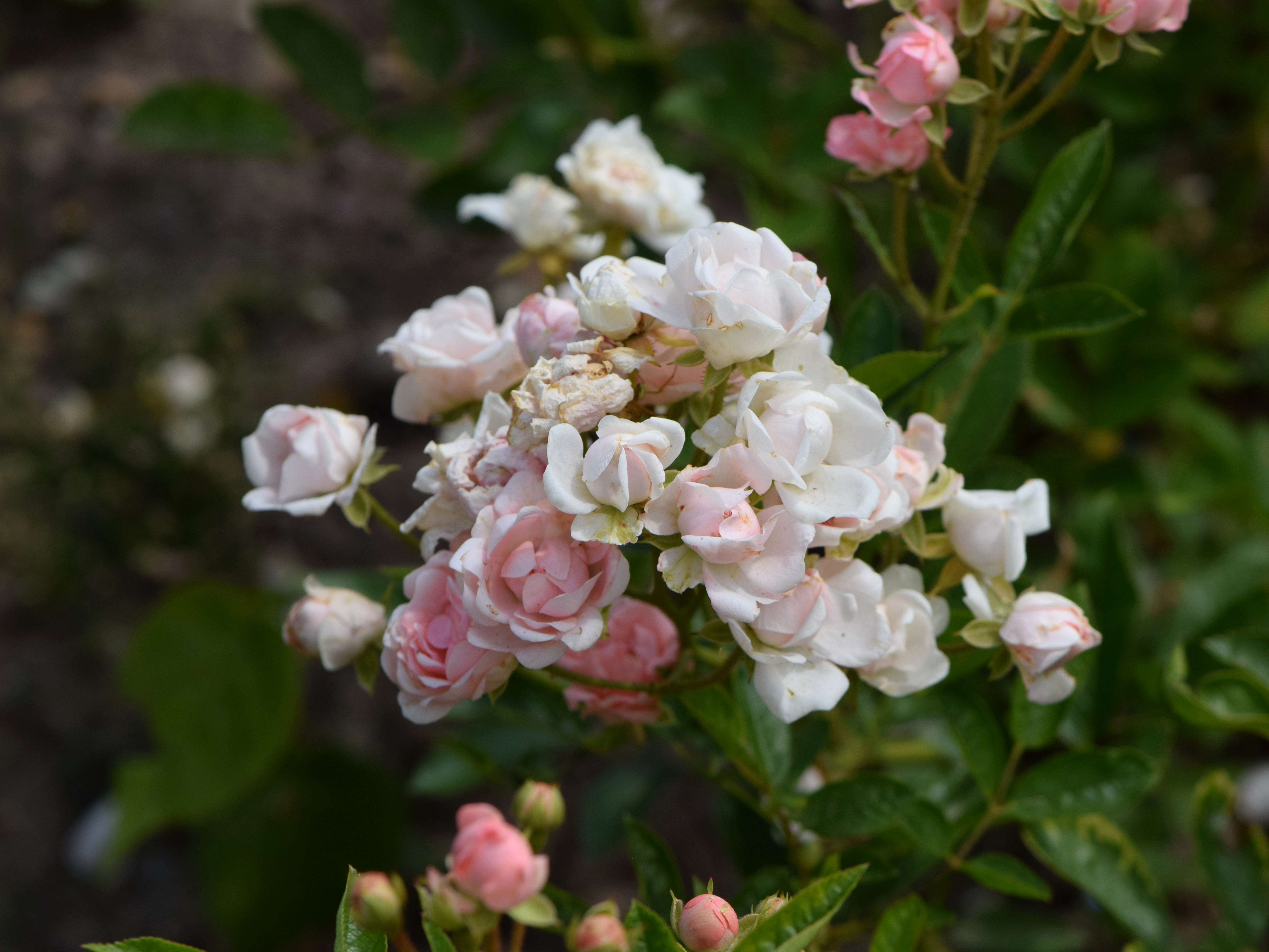
'Dorus Rijkers', 1942
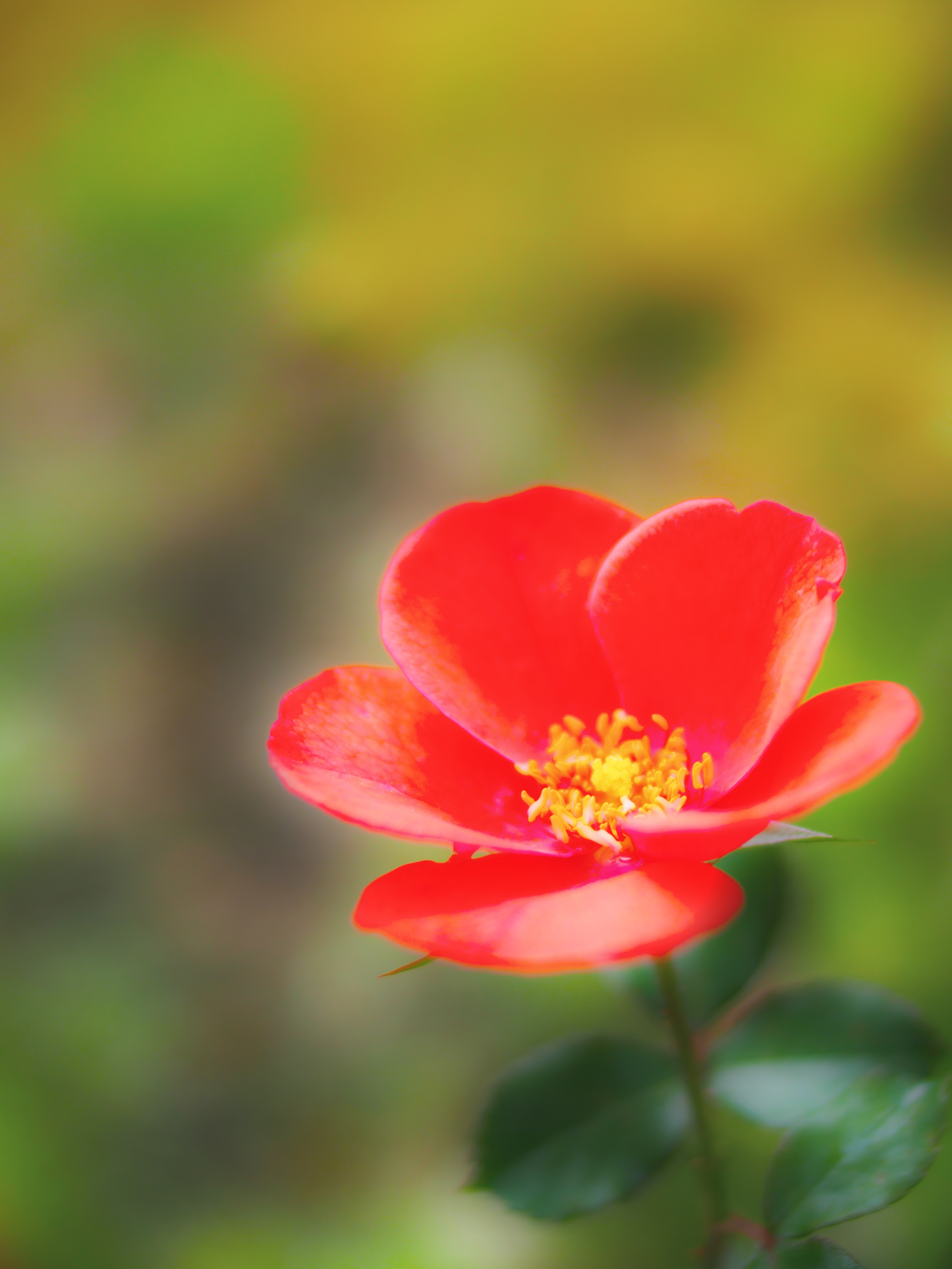
'Moeder des Vaderlands', 1956